# Seweryn Blumsztajn
Seweryn Blumsztajn (ur. 2 maja 1946 we Wrocławiu) – polski dziennikarz, działacz opozycji antykomunistycznej w okresie PRL.

## Życiorys
W latach 1964–1968 studiował ekonomię polityczną na Uniwersytecie Warszawskim. W 1974 został absolwentem Wydziału Filozofii Chrześcijańskiej Katolickiego Uniwersytetu Lubelskiego.
Był członkiem Hufca Walterowskiego oraz Klubu Poszukiwaczy Sprzeczności. W 1965 aresztowano go na kilkanaście dni za rozprowadzanie listu otwartego do członków PZPR autorstwa Jacka Kuronia i Karola Modzelewskiego. W 1968 uczestnik wydarzeń marcowych, współorganizator wiecu w Warszawie. Ponownie aresztowany i skazany na karę 2 lat pozbawienia wolności, zwolnienie uzyskał w lipcu 1969 na mocy amnestii. Od 1976 współpracował z Komitetem Obrony Robotników i następnie Komitetem Samoobrony Społecznej „KOR”. Był redaktorem „Biuletynu Informacyjnego „KOR””. W maju 1977 z ramienia KOR wyjechał do Krakowa po śmierci Stanisława Pyjasa, ponownie zatrzymany, zwolniony został w lipcu tego samego roku na mocy amnestii. Uczestniczył w wykładach organizowanych przez Towarzystwo Kursów Naukowych, w trakcie jednego z nich został pobity przez bojówki organizowane przez Służbę Bezpieczeństwa. W maju 1980 brał udział w głodówce w kościele św. Krzysztofa w Podkowie Leśnej, prowadzonej w ramach solidarności z więzionymi wówczas Mirosławem Chojeckim i Dariuszem Kobzdejem.
W trakcie sierpnia 1980 został aresztowany po raz kolejny, zwolnienie uzyskał w związku z podpisaniem porozumień sierpniowych. Wstąpił do „Solidarności”, współorganizował Agencję Prasową „S”, redagował związkowe pisma („AS” oraz wydawany w trakcie I Krajowego Zjazdu Delegatów „Głos Wolny”). W październiku 1981 wyjechał do Francji celem odbycia spotkań organizowanych przez tamtejsze związki zawodowe, tam zastał go stan wojenny. Na wiadomość o jego ogłoszeniu założył w Paryżu Komitet Koordynacyjny Solidarności i kierował nim do 1984 (formalnie była to następnie filia brukselskiego Biura Koordynacyjnego „Solidarności” za Granicą, w praktyce w pełni autonomiczna), w latach 1982–1985 był redaktorem naczelnym pisma „Bulletin d’Information du Comité Solidarité à Paris”. W 1985 został deportowany z lotniska Okęcie, gdy próbował wrócić do Polski. W latach 1986–1989 był sekretarzem generalnym Association Solidarité France–Pologne.
W 1989 wszedł w skład redakcji „Gazety Wyborczej”. W latach 2002–2006 kierował krakowskim dodatkiem tego pisma, w 2006 został redaktorem naczelnym warszawskiego dodatku lokalnego („Gazeta Stołeczna”). Objął funkcję prezesa zarządu zainicjowanego w 2012 Towarzystwa Dziennikarskiego.
W 2006 został odznaczony przez prezydenta Lecha Kaczyńskiego Krzyżem Komandorskim z Gwiazdą Orderu Odrodzenia Polski. W 2008 order ten zwrócił po wypowiedzi Lecha Kaczyńskiego odnoszącej się do części działaczy opozycji demokratycznej, która zdaniem Seweryna Blumsztajna znieważała dorobek, historię i symbole opozycji demokratycznej i „Solidarności”.

## Życie prywatne
Jest pochodzenia żydowskiego. Żonaty z Zofią Winawer. Ich córka Anna Blumsztajn została dyrektorką i nauczycielką wiedzy o społeczeństwie w Wielokulturowym Liceum Humanistycznym im. Jacka Kuronia w Warszawie w ramach Zespołu Społecznych Szkół Ogólnokształcących Bednarska.